# Sloatsburg
Sloatsburg – wieś w Stanach Zjednoczonych, w stanie Nowy Jork, w hrabstwie Rockland.